# Ça... c'est la vie !
Pour les articles homonymes, voir This Is the Life.
Pour plus de détails, voir Fiche technique et Distribution.
Ça... c'est la vie ! (titre original : This Is the Life) est un film américain muet réalisé par Raoul Walsh et sorti en 1917.

## Synopsis
Féru de cinéma, Billy Drake aperçoit une belle femme devant une salle de cinéma et imagine qu'elle est une vedette. Il la retrouve par hasard à bord d'un navire à destination de l'Amérique du Sud et, à la suite de divers quiproquos, va croire pendant toute la traversée être mêlé à un tournage, y compris lorsque le navire accostera dans un pays en pleine révolution. Ce n'est que lorsque la jeune femme et lui seront menacés de mort qu'il comprendra son erreur. Par ruse, il arrivera à s'échapper et à sauver sa belle. 

## Fiche technique
- Titre original : This Is the Life
- Réalisation : Raoul Walsh
- Scénario : Raoul Walsh, Ralph Spence
- Photographie : Dal Clawson
- Société de production : Fox Film Corporation
- Société de distribution : Fox Film Corporation
- Pays de production :  États-Unis
- Langue originale : anglais
- Format : noir et blanc — 35 mm — 1,37:1 — film muet
- Genre : Comédie dramatique
- Durée : 5 bobines
- Date de sortie :
  - États-Unis : 21 octobre 1917

## Distribution
- George Walsh : Billy Drake
- Wanda Hawley : la fille
- James A. Marcus : John T. Drake, le père de Billy
- Ralph Lewis : le comte Herman von Nuttenberg
- Jack McDonald : le valet
- William Ryno : le secrétaire de Drake
- Hector Sarno : l'espion